# Pitelová
Pitelová – wieś (obec) na Słowacji położona w kraju bańskobystrzyckim, w powiecie Żar nad Hronem. Pierwsze wzmianki o miejscowości pochodzą z roku 1264. 
Według danych z dnia 31 grudnia 2012, wieś zamieszkiwało 665 osób, w tym 331 kobiet i 334 mężczyzn.
W 2001 roku rozkład populacji względem narodowości i przynależności etnicznej wyglądał następująco:
- Słowacy – 98,37%
- Czesi – 0,3%
- Rusini – 0,15%
- Węgrzy – 0,15%

Ze względu na wyznawaną religię struktura mieszkańców kształtowała się w 2001 roku następująco:
- Katolicy rzymscy – 89,61%
- Ewangelicy – 0,45%
- Ateiści – 7,57%
- Nie podano – 2,37%